# John Spencer (Snookerspieler)
John Spencer (* 18. September 1935 in Radcliffe, Lancashire; † 11. Juli 2006 in Greater Manchester) war ein englischer Snookerspieler. Zwischen 1967/1968 und 1994 war er Profispieler. Als einer der führenden Snookerspieler der 1970er-Jahre gewann er dreimal die Weltmeisterschaft und einmal das Masters. Zudem erreichte er den zweiten Platz der Weltrangliste und spielte ein nicht offiziell anerkanntes Maximum Break.
Als Jugendlicher bereits im Snooker erfolgreich, entdeckte Spencer nach mehreren Jahren Abstinenz den Snookersport wieder für sich. Schnell war er einer der führenden britischen Amateure, bis er Ende der 1960er-Jahre unter anderem zusammen mit Ray Reardon Profispieler wurde. Spencer, Reardon und Alex Higgins prägten den Sport in den folgenden Jahren und machten ihn wieder populär. Spencer wurde 1969 und 1971 Weltmeister. Später gewann er das Masters 1975 und die Weltmeisterschaft 1977. Für eine Saison belegte er auch den zweiten Platz der Rangliste. Danach blieben aber Erfolge bei wichtigen Turnieren aus.
Anfang der 1980er-Jahre reichten seine Ergebnisse gerade so noch für einen Platz in den Top 16, ehe seine Form einbrach. Schuld daran war eine Diplopie als Folge der Krankheit Myasthenia gravis, deren Behandlung bei ihm psychische Probleme verursachte. Mit immer schlechteren Ergebnissen beendete er Anfang der 1990er seine Karriere als Spieler, doch bereits in seinen letzten Profijahren hatte er neue Karrieren als TV-Kommentator und Funktionär begonnen. So war er von 1990 bis 1996 Vorsitzender des Weltverbandes. 2003 wurde bei ihm Krebs diagnostiziert, dessen Behandlung er 2005 einstellen ließ. In den folgenden Monaten schrieb er seine Autobiografie und sammelte Spenden für die Myasthenia Gravis Association. Noch zu Lebzeiten mit zwei Auszeichnungen im Snooker bedacht worden, wurde Spencer einige Jahre nach seinem Tod im Juli 2006 in die Snooker Hall of Fame aufgenommen.

## Karriere

### Anfänge
Geboren in Radcliffe als eines von fünf Kindern, besuchte Spencer eine Grammar School in Stand. Zusammen mit seinem kriegsversehrten Vater spielte er derweil Zuhause auf einem zum Billardtisch provisorisch umgebauten Bagatelletisch erstmals eine Art Billard. In einer kirchlichen Freizeiteinrichtung erlernte er das Poolbillard, später versuchte er sich auch im English Billiards. Mit 14 Jahren nahm ihn sein Vater in eine lokale Snookerhalle mit, wo Spencer zum ersten Mal auf einem richtigen Snookertisch spielen konnte. Mit 15 Jahren spielte er bereits sein erstes Century Break. Auch zwei seiner Brüder waren gute Snookerspieler. Während Spencer schon damals als ein aufstrebendes Talent galt, versuchte der Direktor seiner Schule, ihm das Snookerspiel zu verbieten. Des Weiteren war Snooker zu dieser Zeit als Beruf sehr unprofitabel, da der Sport gerade im Niedergang begriffen war. Schließlich verlor Spencer den Sport aus den Augen, als er mit 18 Jahren zum Wehrdienst eingezogen wurde. Nach seinem Dienst in der Royal Air Force arbeitete er in einem Wettbüro, als Fahrer oder in anderen, ähnlichen Jobs. Später fand er eine Anstellung in einer Papiermühle.
Nach insgesamt elf Jahren Abstinenz kam er erst durch einen Freund wieder zum Snooker, der ihn zu einem Spiel einer regionalen Liga zwischen zwei Teams aus Longsight und Salford einlud. Da Spencer für den Sieg des Teams aus Longsight entscheidend war, entschied er sich, von nun an regelmäßig bei verschiedenen Snookerturnieren mitzuspielen. Sein Geld verdiente er mit Wettspielen in Snookerhallen, wobei Spencer eine eigene Methode entwickelte, um möglichst keine Verluste bei diesen Wettspielen zu riskieren. 1964 nahm er an der English Amateur Championship teil und qualifizierte sich direkt für das Finale. Dort verlor er allerdings gegen Ray Reardon, einen aufstrebenden Spieler aus den South Wales Valleys. Ein Jahr später stand Spencer wieder im Endspiel, musste sich diesmal aber Pat Houlihan aus London geschlagen geben. 1966 gelang ihm jedoch im dritten Anlauf der Finalsieg; gegen den Waliser Marcus Owen wurde er britischer Meister. Anschließend durfte er an der Amateurweltmeisterschaft teilnehmen. Das Turnier wurde damals noch als Rundenturnier ausgetragen. Spencer verlor nur gegen Gary Owen, den Bruder von Marcus Owen, wodurch er Vize-Amateurweltmeister wurde.
Danach wollte sich Spencer erneut vom Snooker zurückziehen, da er sich im Rahmen der Amateurweltmeisterschaft mit Funktionären um die Begleichung von Ausgaben gestritten hatte. Da der professionelle Snookersport immer noch unrentabel war, kam eine Profikarriere für ihn sowieso nicht in Frage. Als Snookerspieler hätte er sich das Geld bei Auftritten in kleineren Snookerhallen und Ähnlichem verdienen müssen. Just nach seiner Rückkehr von der Amateurweltmeisterschaft bekam Spencer Angebote für langfristige Engagements als Snookerspieler sowohl von der National Spastic Society als auch vom Freizeitparkunternehmen Pontins für deren Niederlassung in Blackpool. Somit entschied sich Spencer gegen seinen geplanten Rückzug. Zur selben Zeit plante das Unternehmen John Player eine Neuauflage der professionellen Snookerweltmeisterschaft. Daran wollte Spencer teilnehmen, weshalb er einen Kredit bei einer lokalen Bank aufnahm. Von daher wurde er 1967 Profispieler, anderen Angaben zufolge im Jahre 1968. Ungefähr zur gleichen Zeit wie er wurden auch Ray Reardon und Gary Owen Profispieler. Diese drei Spieler waren die ersten neuen Profispieler seit 1951. Ihr Einstand auf der Profitour gilt heute als ein Startpunkt für das Comeback des Snookersports.

### Die 1970er: Spencers Erfolgsjahre
Bei der Snookerweltmeisterschaft 1969, jener ersten Ausgabe im K.-o.-System seit Jahren, besiegte Spencer in seinem ersten Profispiel Titelverteidiger John Pulman. Mit einem weiteren Sieg über Rex Williams erreichte Spencer das WM-Finale, wo er gegen Gary Owen Weltmeister wurde. Anschließend zog er auch beim Pot Black ins Endspiel ein, unterlag dort aber Ray Reardon. Spencer stieg schnell zu einem der führenden Snookerspieler jener Zeit auf und gewann regelmäßig Turniere. Zu seinem ärgsten Konkurrenten entwickelte sich Reardon. Die Öffentlichkeit ging dabei von einem engen freundschaftlichen Verhältnis zwischen den beiden aus, was sowohl Spencer als auch Reardon später verneinten. Während Spencer Reardon beim Pot Black 1970 besiegen konnte, gewann Reardon auf dem Weg zu seinem ersten Weltmeistertitel im Halbfinale der Weltmeisterschaft 1970. Bei der Weltmeisterschaft 1971 gelang Spencer die Revanche, ehe er gegen Warren Simpson im Endspiel zum zweiten Mal Weltmeister wurde. Dieser Titel war einer von drei Turniersiegen bei vier Finalteilnahmen in dieser Saison, die einzige Niederlage musste er gegen Ray Reardon beim Park Drive 600 einstecken. Auch in der nächsten Saison stand er in vier Endspielen, er gewann allerdings nur ein kleineres Turnier. Neben einer Niederlage gegen Reardon verlor er diesmal zweimal gegen Alex Higgins, der sich unter anderem gegen Spencer im WM-Endspiel durchsetzte. Higgins galt als aufstrebender, neuer Star der Snooker-Welt, während Spencer das WM-Finale mit einer Virus-Infektion bestritt, die er sich bei einer Tour durch Kanada zugezogen hatte. Auf dieser Tour war er unter anderem auf Cliff Thorburn getroffen, der danach Profispieler wurde und für kurze Zeit zusammen mit Spencer in Bolton trainierte.
Die eher kleineren Turniere wie der Pot Black, das Pontins Professional oder das Ireland Tournament/Irish Masters wurden in den folgenden Jahren Spencers Domäne. Häufig erreichte er bei solchen Turnieren das Endspiel, regelmäßig gewann er dieses auch. Der Pot Black war ein im Fernsehen übertragenes Turnier, das erheblichen Anteil daran hatte, den Snookersport wieder populär zu machen. Spencer, als ein Spitzenspieler im Teilnehmerfeld, erfreute sich so ebenfalls einer großen Beliebtheit und hatte somit ebenfalls einen Anteil daran, dass der Snookersport wieder populärer wurde. Mit dem Masters 1975 gewann er zusätzlich die Erstausgabe eines Turnieres, das zu einem der drei wichtigsten Snookerturniere werden sollte, neben der Snookerweltmeisterschaft und der UK Championship. Da Spencer letzteres Turnier nie gewinnen konnte, gilt er nicht als Mitglied der sogenannten Triple Crown. In den 1970ern bis hinein in die 1980er gehörte Spencer darüber hinaus zu den regelmäßigen Teilnehmern der Pontins Spring Open, die ein wichtiges Amateurturnier waren und dennoch auch Profispieler als Teilnehmer zuließen. Bei der Ausgabe 1974 zog er auch ins Endspiel ein, unterlag aber Doug Mountjoy. Bei der Snookerweltmeisterschaft dagegen musste er sich in den folgenden Jahren vor dem Finale geschlagen geben. Zu jener Zeit wurde Spencer von Maurice Hayes gemanagt, gründete aber nur wenig später zusammen mit Del Simmons ein eigenes Management-Unternehmen namens International Snooker Agency.

John Spencers Ranglistenpositionen

Mitte der 1970er schaffte es Spencer alles in allem nicht, sein Potenzial auszuschöpfen, was auch daran lag, dass sein langjährig benutzter Queue bei einem Autounfall 1974 zerstört worden war. Das beeinflusste seine Spielweise erheblich. Zwar konnte der Queue repariert werden, doch Spencer fühlte sich immer unwohler mit seinem alten Spielgerät. Erst nach dem Wechsel zu einem neuen Queue, der als einer der ersten Queues von Profispielern in zwei Hälften zerlegbar war, verbesserte sich seine Form wieder: Bei der Weltmeisterschaft 1977, der ersten im Crucible Theatre, zog er wieder ins WM-Finale ein, wo er mit einem Sieg über Cliff Thorburn zum dritten Mal Weltmeister wurde. Dieser Erfolg führte ihn auf Platz 2 der neu eingeführten Snookerweltrangliste, die sich in ihren ersten Jahren nur aus den Ergebnissen der Weltmeisterschaft berechnete. Die folgenden zwei Saisons verliefen aber wieder nach dem alten Muster: mittelmäßige Ergebnisse bei der Weltmeisterschaft, mehrere Finalteilnahmen bei kleineren Turnieren. Bei einem solchen Turnier, dem Holsten Lager International 1979, spielte er ein Maximum Break. Es wäre das erste offiziell anerkannte Maximum Break bei einem Profiturnier gewesen, doch diese Anerkennung blieb aus, da die Taschen des Snookertisches größer als erlaubt waren. Zusätzlich hätte es das erste im Fernsehen übertragene 147er-Break sein können, hätten die Fernsehtechniker nicht gerade ihre Pause gemacht. Des Weiteren hatte Spencer auch Pech in Hinsicht auf eine mögliche zusätzliche Prämie, denn das Turnier war eines der wenigen Turniere jener Zeit ohne eine Extra-Prämie für ein Maximum Break. Ironischerweise sollte Spencer drei Jahre später der Gegenspieler von Steve Davis sein, dessen Maximum Break beim Classic 1982 all jene historische Marken setzen sollte. Spencer selbst empfand sein Pech als Schicksal. Auf der Weltrangliste wurde er zwei Saisons in Folge auf Platz 4 geführt.

### Jahre in der erweiterten Weltspitze und Karriereende
Die ersten Saisons in den 1980er-Jahren ähnelten grundsätzlich Spencers vorherigen Ergebnissen: Häufig konnte er bei kleineren, für die Weltrangliste irrelevanten Turnieren gut abschneiden, schied dann aber bei Turnieren mit Einfluss auf die Weltrangliste früh aus. Neben der Snookerweltmeisterschaft erhielten ab Anfang der 1980er-Jahre auch weitere Turniere solchen Einfluss. Bis Mitte 1984 verlor er bei allen Ranglistenturnieren allerdings immer im Achtelfinale, nur bei den International Open 1983 reichte es für das Viertelfinale. Dadurch konnte er sich in dieser Zeit stets nur knapp in den Top 16 der Weltrangliste halten. Erfolge feierte er dagegen in den Jahren 1979 und 1981, als er als Mitglied des englischen Teams das Endspiel des World Challenge Cups beziehungsweise des World Team Classics erreichen konnte.
Danach verschlechterten sich seine Ergebnisse aber immer weiter und Spencer schied bei Ranglistenturnieren regelmäßig früh aus. Achtelfinalteilnahmen wurden für ihn bei Ranglistenturnieren zur Seltenheit; sein bestes Ergebnis in dieser Zeit war eine Viertelfinalteilnahme bei den British Open 1987. Zu anderen Turnieren wurde er nur noch selten eingeladen, wobei er auch nur noch beim Pontins Professional 1985 das Endspiel erreichen konnte. Bis Mitte 1990 war er auf den 55. Platz der Weltrangliste abgerutscht. Grund für seine sukzessive Verschlechterung war der Ausbruch der Krankheit Myasthenia gravis, was sich bei Spencer zunächst in Form der Diplopie bemerkbar machte. Dieses Doppeltsehen erschwerte ihm das Spielen. Die Krankheit wurde ihm nach dem Auftreten der Diplopie 1985 diagnostiziert. Die Behandlung erfolgte mit Steroiden, die bei Spencer aber Depressionen auslösten. In den folgenden Saisons konnte Spencer schließlich kaum mehr mit seinen Konkurrenten mithalten und verlor fast jedes Spiel. Mitte 1992 zog er sich vom aktiven Profisnooker zurück. Abgestürzt auf Platz 297, verlor er Mitte 1994 ganz offiziell den Profistatus.

### Weiteres Leben
Schon während seiner Profikarriere war Spencer Eigentümer zweier Snookerhallen in Bolton. Bereits in den letzten Jahren seiner aktiven Karriere war er nebenher auch als Fernsehkommentator für die BBC tätig. Außerdem war er Berater eine Snooker-Website im Internet. Des Weiteren war er lange Zeit im Vorstand der World Professional Billiards & Snooker Association engagiert. Zwischen 1990 und 1996 amtierte er als Verbandsvorsitzender. Seine Amtszeit hatte weiterhin Phasen, in denen er unter den Nebenwirkungen der Steroidbehandlung litt. 1997 wurde Spencer als Spitzenspieler vergangener Tage zum Seniors Pot Black eingeladen, wo er gegen Dennis Taylor sein Auftaktspiel verlor. Während seiner aktiven Karriere war er bereits zur World Seniors Championship 1991 eingeladen worden, wo er ebenfalls sein Auftaktspiel verloren hatte. 2002 nahm er nach mehreren Jahrzehnten Abstinenz noch einmal an der English Amateur Championship teil, schied aber sehr früh aus. 2003 wurde bei Spencer Magen- und Lungenkrebs diagnostiziert. Obwohl eine Behandlung weiterhin möglich gewesen wäre, sah er von der Fortsetzung der Behandlung im Jahr 2005 ab. Damit verkürzte er zwar seine Lebenserwartung deutlich, doch Spencer begründete seinen Schritt damit, dass er seinen letzten Lebensabschnitt nicht unter dem Eindruck der Nebenwirkungen der Behandlung verbringen wolle. In der folgenden Zeit setzte er sein bereits einige Jahre zuvor begonnenes Engagement für die Myasthenia Gravis Association fort und sammelte für diese Spenden, unter anderem mit einem Fallschirmsprung im Jahr 2005. Noch im selben Jahr besuchte er ein letztes Mal das Crucible Theatre. Außerdem verfasste und veröffentlichte er seine Autobiographie, nachdem er bereits während seiner aktiven Karriere das Lehrbuch Spencer on Snooker geschrieben hatte, das einige Jahre später in einer erweiterten Version und mit einem anderen Titel nochmals erschien.
Mitte Juli 2006 verstarb Spencer im Alter von 70 Jahren in einem Hospiz. Während die New York Times und der Autor Hugo Kastner als Sterbeort Bolton nannten, gab der Independent das nahe gelegene Bury an. Eurosport, die Manchester Evening News und die Bury Times nannten dagegen seinen Geburtsort Radcliffe  beziehungsweise das dortige Bury Hospice. Das ebenfalls in Greater Manchester liegende Radcliffe war auch Spencers Wohnort gewesen. Er hinterließ seine Lebensgefährtin sowie seine von ihm geschiedene Ehefrau. Nach der Heirat Ende der 1960er-Jahre hatte sich das Paar Mitte der 1980er scheiden lassen. Danach pflegte es aber ein freundschaftliches Verhältnis. Die Bestattung Spencers fand in einem Krematorium in Bolton statt. Zu den Trauergästen gehörten zahlreiche Snookerspieler und -persönlichkeiten, darunter Peter Ebdon, Tony Knowles und Len Ganley.
Die New York Times bezeichnete Spencer in ihrem Nachruf als „einen der ersten Prominenten des Snookersports“. Er habe als Snookerspieler durch „seine adrette Art, seinen trockenen Humor und sein charmantes Auftreten“ auf sich aufmerksam gemacht. Der Independent verfasste einen Nachruf auf „einen der größten Vertreter des Snookers aller Zeiten sowie einen legendären Witzbold und pragmatischen Scherzkeks“. Spencer war nämlich während seiner Karriere für seine Scherze bekannt gewesen. Dean P. Hayes kam 2004 zu dem Schluss, dass Spencer selbst das Snookerspiel an sich als Spaß betrachtete. Clive Everton schrieb für die BBC über den Tod einer „Legende“. Der damalige Vorsitzende der WPBSA, Rodney Walker, hob seinen „wunderbaren Spielstil und seine charismatische Persönlichkeit“ hervor, die geholfen hätten, dem Snookersport mehr Aufmerksamkeit zu geben. Sein langjähriger Rivale Ray Reardon bezeichnete Spencer als „großartigen Spieler“, Ray Edmonds als „Profispieler der Profispieler“.
Zu seinen Lebzeiten erhielt Spencer zweimal einen Snooker Writers Association Award, 1990 in der Kategorie Services to Snooker, 2005 in der Kategorie Special Award. Posthum wurde er 2011 als einer der ersten Spieler in die Snooker Hall of Fame aufgenommen. 2018 wurde die Trophäe des World Seniors Masters nach ihm benannt.

## Spielweise
Spencer war ein Pionier in Sachen Rückläufer, eine Stoßart, die er perfektionierte. Dabei spielt man den Spielball möglichst weit unten, wodurch dieser nach dem Kontakt mit einem Objektball wieder zurückläuft. Generell war Spencer für seine Spielballkontrolle in der Snooker-Welt bekannt. Ebenfalls war Spencer einer der ersten Spieler, die mit einem Queue spielten, das man in zwei Teile zerlegen konnte. Zuvor hatte Spencer zwar auch ein Queue benutzt, das nur aus einem Stück Holz bestand, dieses war aber bei jenem Autounfall im Jahr 1974 zerstört worden. Dieser Wechsel beeinflusste Spencers Spielstil deutlich. Hatte der Engländer zuvor recht selbstbewusst und durchsetzungsfähig gespielt, zeichnete sich sein Spielstil danach durch Konzentration, Beharrlichkeit, taktischen Scharfsinn und durch seine Erfahrung aus. Sein alter Spielstil hatte in den Augen der New York Times zusammen mit seinem höflichen, eleganten Auftreten seinen Anteil daran, dass der Snookersport sein Comeback erlebte. Zusätzlich habe Spencer gut lange Bälle spielen können, sowie sein Queue häufig vergleichsweise kraftvoll benutzt. Zu Spencers Schwächen gehörte das Spiel mit den Hilfsqueues. Später erschwerte ihm seine Diplopie das Spielen.
John Virgo schrieb in seiner Autobiografie ferner, dass er davon ausgeht, dass Spencer die English Amateur Championship 1965 nur wegen fehlendem Selbstvertrauen verloren habe, denn er sei von seinem Spiel her gesehen eigentlich deutlich besser als sein Gegner Pat Houlihan gewesen. Virgo schreibt weiter, dass es 1966, „eine Freude“ gewesen sei, Spencer zuzusehen. Spencers Spielstil sei der „Vorläufer des modernen Snookers“ gewesen und er habe „versucht, das Spiel für die Zuschauer interessanter zu spielen“. Laut Virgo habe Spencer damit die Snookerspieler in der Gegend um Manchester nachhaltig positiv beeinflusst.

## Erfolge
Spencer konnte in seiner Karriere mindestens 27 Turniere bei mindestens 48 Finalteilnahmen gewinnen. Während sich eine Auflistung aller bekannten Erfolge auf dieser Seite befindet, sind in der folgenden Tabelle alle Finalteilnahmen bei Turnieren der Triple Crown aufgezählt.
| Ergebnis | Jahr   | Turnier                  | Gegner im Finale | Endstand |
| -------- | ------ | ------------------------ | ---------------- | -------- |
| Sieger   | 1969   | Snookerweltmeisterschaft | Gary Owen        | 46:27    |
| Sieger   | 1971 1 | Snookerweltmeisterschaft | Warren Simpson   | 37:29    |
| Finalist | 1972   | Snookerweltmeisterschaft | Alex Higgins     | 32:37    |
| Sieger   | 1975   | Masters                  | Ray Reardon      | 9:8      |
| Sieger   | 1977   | Snookerweltmeisterschaft | Cliff Thorburn   | 25:21    |

## Veröffentlichungen
- John Spencer: Spencer on Snooker. Cassel & Co., London 1973, ISBN 0-304-93898-X.
- John Spencer: Snooker. Hrsg.: Clive Everton. Teach Yourself Books, Sevenoaks 1986, ISBN 0-340-39366-1.
- John Spencer: Out of the Blue Into the Black. Parrs Wood Press, Manchester 2005, ISBN 978-1-903158-63-0.